# 60 aniversario de la Revolución de Octubre
Завод имени 60-летия Октябрьской Революции (исп. la Fábrica de Combinadas Cañeras "60º Aniversario de la Revolución de Octubre") — промышленное предприятие в городе Ольгин провинции Ольгин Республики Куба. Первый в мире завод по производству тростниковоуборочных комбайнов.

## История
В период с 1959 года острая зависимость Кубы от импорта нефти и нефтепродуктов в условиях организованной США торгово-экономической блокады ограничивает масштабы использования транспортных средств и развитие энергоёмкой промышленности. Однако в начале 1970х годов правительством Кубы было принято решение о развитии машиностроения.
12 июля 1972 года Куба вступила в СЭВ и научно-техническое сотрудничество с социалистическими странами активизировалось. При содействии специалистов СССР и Болгарии в городе Ольгин началось создание центра сельскохозяйственного машиностроения общегосударственного значения. Здесь был построен комплекс предприятий по производству сельскохозяйственных машин, прицепного оборудования и запчастей к ним.
Поскольку важнейшей отраслью экономики Кубы в это время являлась сахарная промышленность, приоритетной задачей стало освоение производства тростниковоуборочных комбайнов.
Проектно-сметную документацию для всех зданий и сооружений завода в 1973—1974 гг. разработал киевский проектный институт «Гипросельмаш», завод был построен в 1974—1977 гг. На Люберецком заводе сельскохозяйственного машиностроения имени Ухтомского была заказана разработка самоходного комбайна для уборки сахарного тростника, выпуск которого освоил завод (всего для Кубы было сделано почти 1500 самоходных тростниковоуборочных комбайнов, в дальнейшем комплект технической документации передали кубинцам).
Для помощи в освоении производства комбайнов на Кубу была отправлена группа специалистов Люберецкого завода (за выполнение этого поручения руководитель проекта Б. А. Попов и директор завода С. П. Попов были удостоены Ленинской премии, ряд других советских специалистов получили государственные награды).
В 1977 году строительство завода было завершено и он был введён в эксплуатацию. 26 июля 1977 года завод выпустил первый комбайн КТП-1 (каждый такой комбайн стоил 44 500 песо и заменял собой труд 50 рубщиков-"мачетерос"). В 1978 году на заводе работали свыше 2,3 тыс. человек - кубинцы (2 тысячи рабочих, 70 специалистов с высшим образованием и 270 техников) и группа советских специалистов (инженеры, техники и рабочие).
В 1979 году было выпущено 300 тростниковоуборочных комбайнов, в 1980 году — 501 комбайн, на проектную мощность 600 комбайнов в год он вышел в 1981 году, когда был изготовлен 601 комбайн.
По состоянию на начало 1980-х годов, завод являлся одним из крупнейших объектов, построенных на Кубе при содействии СССР и других социалистических стран. Выпускаемые заводом комбайны сыграли важную роль в механизации сельского хозяйства страны: если в сафру 1970/1971 года комбайнами было убрано 2,4% урожая сахарного тростника, а в сафру 1975/1976 года - 32%, то в сафру 1981/1982 года - более 50% сахарного тростника.
По результатам эксплуатации в полевых условиях, в конструкцию комбайна КТП-1 внесли улучшения.
В 1982 году завод выпустил 602 комбайна, в 1983 году — 650 комбайнов, в 1984 году — ещё 631 комбайн, в 1985 году — 606 комбайнов, в 1986 году — 613 комбайнов, в 1987 году — 620 комбайнов, в 1988 году — 642 комбайна, в 1989 году — ещё 621 комбайн.
После распада СССР положение Кубы осложнилось, завод был временно переориентирован на ремонт сельскохозяйственной техники, выпуск запчастей, иных металлоизделий и металлоконструкций. В середине 1990-х годов положение в стране стабилизировалось, и завод возобновил выпуск комбайнов.
В дальнейшем, во взаимодействии со специалистами из КНР, завод разработал комбайн модели CCA-5000 (подготовка к изготовлению первых восьми комбайнов CCA-5000 началась в феврале 2016 года).
В целом, только за первые сорок лет деятельности, с 1977 до 25 июля 2017 года завод выпустил 10 303 комбайнов разных моделей и модификаций (основную часть из них составляли советские тростниковоуборочные комбайны КТП-1 и КТП-2, но также были выпущены 58 рисоуборочных комбайнов). Кроме того, за этот период завод отремонтировал и модернизировал 7785 комбайнов (основную часть модернизированных за этот период комбайнов составляют комбайны КТП-2, модернизированные до уровня КТП-2М).
В первом квартале 2017 года основной продукцией завода являлись детали к комбайнам КТП-2М, также изготавливались прицепы.
В первом квартале 2021 года в сельскохозяйственном кооперативе UBPC «Yaguabo» в провинции Ольгин проходили испытания двух последних моделей тростниковоуборочных комбайнов, разработанных заводом — CCA-5500 и CCA-5000M. Также, в марте 2021 года завод начал проектирование первого кукурузоуборочного комбайна.

## Современное состояние
Завод входит в число ведущих предприятий города Ольгин.